# Удгатр
Удгатр, или Удгата (санскр. Udgâtr, ед. ч. udgâtâ = «запевала»), — в древнеиндийском ритуале ведийской эпохи священник-песнопевец — жрец, на обязанности которого лежало пение гимнов и молитв из «Самаведы» (так называемых саман = санскр. Sâman).
Это один из четырёх главных жрецов (хотар, удгатр, адхварью и брахман) ведийского ритуала, игравших особую роль в отправлении ритуала. Хотар был призывателем, произносившим гимны; удгатр пел священные мелодии, жрец адхварью совершал жертвенные акты, а брахман, как главный жрец, наблюдал за всем торжеством в целом.
Главным жрецам полагалось по три помощника. Помощники удгатра:
- прастотар (исполняет вводный напев[2]),
- пратихартар (вклинивающийся напев[2]),
- субрахманья.